# Környezetvédelmi és Vízügyi Minisztérium
A Környezetvédelmi és Vízügyi Minisztérium (rövidítése:KvVM) a Magyar Köztársaság egyik minisztériuma volt 2002 és 2010 között.
A környezetvédelmi és vízügyi miniszter dr. Persányi Miklós volt (2007. május 6-ig).

## Székhelye
1011 Budapest, Fő utca 44-50.

## Története
Az első Orbán-kormány alatt 2000-ben kivált a Közlekedési, Hírközlési és Vízügyi Minisztériumból a hírközlés, a minisztérium új neve Közlekedési és Vízügyi Minisztérium (KVM) lett. A Medgyessy-kormány idején Környezetvédelmi Minisztérium volt a tárca  neve. A Környezetvédelmi és Vízügyi Minisztériumot a 2002. évi XI. törvény hozta létre. A Környezetvédelmi és Vízügyi Minisztérium a 2010. évi XLII. törvény értelmében megszűnt. Jogutódja a Vidékfejlesztési Minisztérium volt. A Környezetvédelmi és Vízügyi Minisztériumhoz, illetve a környezetvédelmi és vízügyi miniszterhez korábban rendelt feladatokat a vidékfejlesztési minisztériumhoz, illetve vidékfejlesztési miniszterhez rendelte a törvény.